# Laura Omloop
Laura Omloop (* 18. Mai 1999 in Lier) ist eine belgische Sängerin und Jodlerin.

## Leben
Bekannt wurde Omloop durch ihre Teilnahme an der vom VRT veranstalteten Fernsehshow Junior Eurosong 2009, der belgischen Vorentscheidung zum Junior Eurovision Song Contest 2009. Ihr Lied Zo verliefd wurde gemäß den Regeln in zwei Versionen vorgetragen, der Classico-Version und der Yodelo-Version, welche Jodeln enthält. Letzten Endes konnte Laura ihrer Favoritenrolle gerecht werden und qualifizierte sich mit der Yodelo-Version für das Finale in Kiew. Dort konnte sie mit 113 Punkten den vierten Platz belegen, was das beste Ergebnis Belgiens im Wettbewerb ist. Zum Gewinner (Ralf Mackenbach aus den Niederlanden) hatte sie nur acht Punkte Rückstand, dafür bekam sie die Höchstwertung von zwölf Punkten viermal, einmal häufiger als Ralf.
In Flandern war Zo verliefd ein großer Hit und kam bis auf Platz drei der Single-Charts. Sehr erfolgreich war auch das Album zur Show Junior Eurosong 2009, auf der ihr Lied in beiden Versionen enthalten ist. Es belegte zwei Wochen lang Platz eins der Album-Charts und erreichte Platin-Status.
2010 brachte Laura zwei weitere Singles, Stapelgek op jou und Ik mis je zo Papa heraus, wenig später folgte ihr erstes Album Verliefd, das in den flämischen Album-Charts bis auf Platz 7 kam. Anfang 2011 erreichte es zudem Goldstatus. Am 5. November 2011 stieg ihr zweites Album Wereld vol kleuren in die flämischen Albumcharts ein, welches ein Duett mit Stan Van Samang enthält. Ihr drittes Album Klaar voor! erschien Ende 2012.
Laura Omloop wohnt in Berlaar.

## Diskografie
Alben
- Verliefd (als Laura, 2010)
- Wereld vol kleuren (2011)
- Klaar voor! (2012)
- Meer (2014)
- Zo zonder jou (2015)

Lieder
- Zo verliefd (Yodelo) (als Laura, 2009)
- Cowboymeisje (als Laura, 2010)
- Stapelgek op jou (als Laura, 2010)
- Ik mis je zo papa (als Laura 2010)
- Wereld vol kleuren (2011)
- Vrienden voor het leven (2012)
- Zijn we alleen (mit Stan Van Samang, 2012)
- Klaar voor! (2012)
- De goed nieuwsshow (2013)
- Meer (2014)